# Geophilus fossuliferus
Geophilus fossuliferus är en mångfotingart som beskrevs av Kaarsh 1884. Geophilus fossuliferus ingår i släktet Geophilus och familjen storjordkrypare. Inga underarter finns listade i Catalogue of Life.